# Psilocybe kumaenorum
Psilocybe kumaenorum är en svampart som beskrevs av R. Heim 1967. Psilocybe kumaenorum ingår i släktet slätskivlingar och familjen Strophariaceae.   Inga underarter finns listade i Catalogue of Life.